# Compsobuthus henrii
Espèce
Compsobuthus henrii est une espèce de scorpions de la famille des Buthidae.

## Distribution
Cette espèce est endémique de la province de Médine en Arabie saoudite. Elle se rencontre dans le gouvernorat d'Al-'Ula vers Al Buraikah.

## Description
La femelle holotype mesure 35,24 mm et le mâle paratype mesure 31,95 mm.

## Systématique et taxinomie
Cette espèce a été décrite par Ythier et Ullrich en 2025.
La série type est constituée d'une femelle et de trois mâles, deux adultes et un pré-adulte, collectés vers Al Buraikah.

## Étymologie
Cette espèce est nommée en l'honneur d'Henri Ullrich, un des collecteurs de la série type.

## Publication originale
- Ythier & Ullrich, 2025 : « A new species of Compsobuthus Vachon, 1949 from Saudi Arabia (Scorpiones: Buthidae). » Serket, vol. 20, no 4, p. 383-392 (texte intégral).